# 穆西基 (博霍杜希夫區)
50°8′14″N 35°32′15″E / 50.13722°N 35.53750°E
穆西基（烏克蘭語：Мусійки）是位於烏克蘭東部的村莊，由哈爾科夫州博霍杜希夫區的博霍杜希夫市鎮負責管轄。該村始建於1662年，面積1.29平方公里，海拔高度147米，2001年人口560。